# 500 Selinur
500 Selinur eller 1903 LA är en asteroid i huvudbältet, som upptäcktes 16 januari 1903 av den tyske astronomen Max Wolf i Heidelberg. Asteroiden har fått sitt namn efter karaktären Selinur i Friedrich Theodor Vischers novel Auch Einer.
Asteroiden har en diameter på ungefär 21 kilometer.